# 수석사제 (정교회)
대사제(고대 그리스어: πρωτοϊερεύς, "첫번째 사제", 현대 그리스어: πρωθιερέας)는 동방 정교회에서 다른 하급 사제들의 활동을 조정하는 사제이다. 이 칭호는 프로토포프나 수석사제와 거의 동등하다.